# 로랑 슈바르츠
로랑모이즈 슈바르츠(프랑스어: Laurent-Moïse Schwartz IPA: [lɔʁɑ̃ mɔiz ʃvaʁts], 1915년 3월 5일 - 2002년 7월 4일)는 프랑스의 수학자이다. 필즈상을 수상하였다.

## 생애
프랑스 파리의 에콜 노르말 쉬페리외르에서 학위를 받았다. 그는 수학자로서의 대부분의 시간인 1959년에서 1980년까지를 에콜 폴리테크니크에서 보냈다. 많은 수학적 업적들 중, 분포에 대한 업적으로 1950년에 필즈상을 수상하였다.
수학적인 업적들 이외에도, 그는 자신의 정치적인 견해를 표현하는 지식인이었다. 공산주의에 동조하였으나, 스탈린식의 전체주의에는 반대하였다. 또 한편, 그는 프랑스가 알제리에서 수행하고 있던 식민지 전쟁(차후, 알제리가 독립하여 알제리 독립 전쟁으로 불리게 된다)에 강하게 반발하여 프랑스 정부를 강하게 비판하기도 하였다. 그 결과 극우파의 소행으로 보이는 아파트 폭파 사건이 벌어졌는데, 다행히도 그의 가족들은 모두 외출중이어서 인명 피해는 없었다.
유대인이었던 이유로, 제2차 세계 대전 중에는 여러가지의 가명을 사용하며, 가장 많이 사용한 것은 로랑 셀리마르탱(Laurent Sélimartin)이었다.

## 같이 보기
- 슈바르츠 공간
- 니콜라 부르바키

## 참고 문헌
- Schwartz, Laurent (1997년 2월). 《Un mathématicien aux prises avec le siècle》 (프랑스어). Editions Odile Jacob. ISBN 2-7381-0462-2. (자서전)
  - Chandrasekharan, K. (1998년 10월). “The autobiography of Laurent Schwartz” (PDF). 《Notices of the American Mathematical Society》 (영어) 45 (9): 1141–1147. (자서전 평)
- Treves, François; Pisier, Gillles; Yor, Marc (2003년 9월). “Laurent Schwartz (1915–2002)” (PDF). 《Notices of the American Mathematical Society》 (영어) 50 (9): 1072–1084.